# Tomasz Niedźwiedź
Tomasz Niedźwiedź (ur. 21 kwietnia 1974. w Jarosławiu) – polski producent, reżyser i scenarzysta filmów animowanych, współzałożyciel studia animacyjnego Badi Badi.

## Życiorys
Ukończył liceum plastyczne w Rzeszowie i Warszawie. W latach 1994–1997 studiował animację na warszawskiej Akademii Sztuk Pięknych.
Od 1996 do 2010 roku pracował jako supervisor przy projektowaniu i realizacji ponad 2000 reklam oraz kilkudziesięciu polskich teledysków. Wyreżyserował około 30 animowanych reklam i 6 wideoklipów polskich zespołów m.in. Reni Jusis, Blue Cafe, 1984, Kari Amirian.
W 2003 roku razem z Tomaszem Paziewskim i Arkadiuszem Paziewskim założył w Warszawie studio postprodukcyjne i animacyjne Badi Badi, które w 2011 roku rozpoczęło kreowanie i produkcję własnych seriali animowanych oraz gier na platformy mobilne.
Współautor strategii produkowanych marek, tj. Agi Bagi, Latający Miś i Spółka oraz Kostka i Kulka. Producent nagradzanego na ponad 20 festiwalach filmu animowanego The Game.
Autor koncepcji, współautor scenariusza oraz reżyser serialu dla dzieci Agi Bagi, którego światowa premiera odbyła się 1 kwietnia 2015 roku w 40 krajach. Autor projektów kilkunastu opraw graficznych programów dla stacji TV m.in. MTV, TVP, TVN.

## Filmografia
Animacja
- 2015 – Karski i władcy ludzkości (film dokumentalny, fabularyzowany) – animacja
- 2004 – Niestety (film animowany) – animacja (współpraca)

Efekty Specjalne
- 2014 – Secret Sharer – (film fabularny) – efekty specjalne (nadzór VFX)
- 2009 – Janosik. Prawdziwa historia (film fabularny) – efekty specjalne (nadzór cyfrowych efektów specjalnych) oraz efekty specjalne (kompozycja efektów)
- 2009 – Janosik. Prawdziwa historia (serial fabularny) – efekty specjalne (nadzór cyfrowych efektó specjalnych, kompozycja efektów)
- 2000 – Kalipso – (film fabularny, telewizyjny) – efekty specjalne (montażowe)
- 2000 – Świąteczna przygoda – (film fabularny) – efekty specjalne (scenografia efektów specjalnych) oraz opracowanie graficzne

Animacja komputerowa
- 2011 – Pokaż kotku co masz w środku – (film fabularny) – animacja komputerowa (reżyser animacji)
- 2003 – Demo Szymona – (film krótkometrażowy) – animacja komputerowa

Efekty komputerowe
- 2011 – Los numeros (film fabularny) – efekty komputerowe (nadzór artystyczny)

Producent kreatywny
- 2014 – Agi Bagi (serial animowany)

Reżyser
- 2014 – Agi Bagi (serial animowany)

Scenarzysta
- 2014 – Agi Bagi (serial animowany)

Producent
- 2011 – Gra (film animowany) – producent

## Nagrody
- 2015 – Agi Bagi – Ogólnopolski Festiwal Polskiej Animacji O!PLA – I Nagroda Złoty Tobołek Koziołka Matołka w kategorii Film dla najmłodszych
- 2013 – Gra – Ogólnopolski Festiwal Polskiej Animacji O!PLA – III Nagroda Brązowy Tobołek Koziołka Matołka w kategorii Studyjna
- 2012 – Gra – Vancouver Canada International Film Festival – Rising Star Award
- 2012 – Gra – Puerto Rico Rincón International Film Festival Excellence Award
- 2012 – Gra – Memphis (Memphis International Film and Music Fest „On Location”) – Nagroda w kategorii Best Animated Short
- 2012 – Gra – Los Angeles (Mexico International Film Festival and Awards) – „Złota Palma” w kategorii Najlepsza animacja
- 2012 – Gra – Indie Award Best of Show
- 2012 – Gra – Honolulu (Honolulu Film Awards) – Silver Lei Award
- 2012 – Gra – Breckenridge (Breckenridge Festival of Film) – Nagroda w kategorii Najlepsza animacja
- 2012 – Gra – Boston (Boston International Film Festival) – The Best Animated Film Award
- 2012 – Gra – Atlanta (Atlanta Shortfest) – Nagroda w kategorii „Najlepsza Animacja”